# Collisione satellitare del 2009

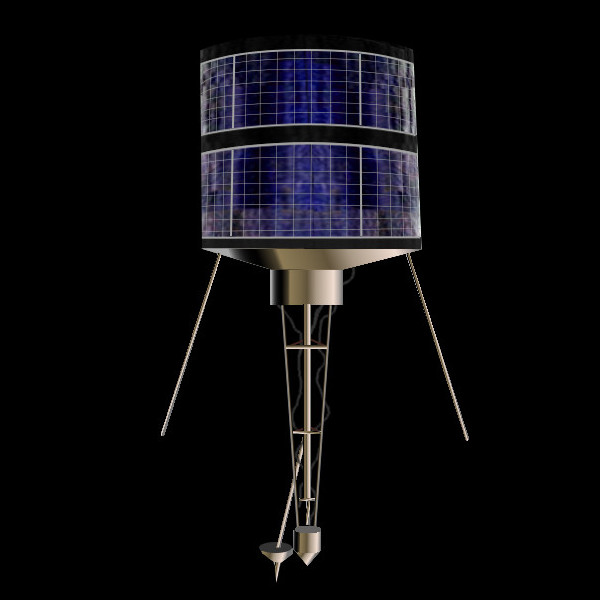
Disegno di un satellite Strela-2M.

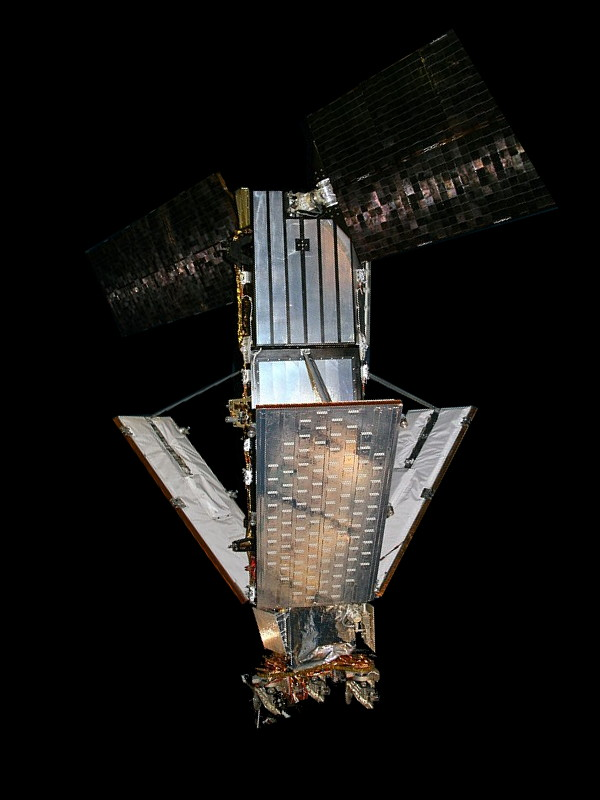
Replica di un satellite Iridium.

La collisione satellitare del 2009 è stata una collisione accidentale tra due satelliti artificiali avvenuta il 10 febbraio 2009 nell'orbita terrestre. È stata la prima volta che un evento simile è accaduto: prima di allora vi erano state solo collisioni tra satelliti e detriti spaziali.
La collisione ha coinvolto il satellite russo Kosmos 2251 e quello statunitense Iridium 33, che si sono scontrati 789 chilometri al di sopra della penisola del Tajmyr, in Russia.

## Eventi precedenti
Il Kosmos 2251 era un satellite militare russo di tipo Strela-2M, lanciato nel 1993 e disattivato in data sconosciuta prima della collisione. Aveva una massa di 950 kg e non era dotato di sistema propulsivo.
L'Iridium 33 era un satellite per comunicazioni dell'azienda statunitense Iridium Communications lanciato nel 1997. Era ancora operativo al momento della collisione ed aveva una massa di 560 kg.

## Collisione
I due satelliti si sono scontrati alle 17.56 CET del 10 febbraio 2009 ad una velocità relativa di 42120 km/h e con un angolo di 102,2°.
Calcoli precedenti avevano previsto che i satelliti si incrociassero ad una distanza di 584 metri; tuttavia queste previsioni risentono del fatto che sovente non sono disponibili dati esatti e aggiornati sulla posizione e velocità dei satelliti, pertanto sono spesso imprecise.

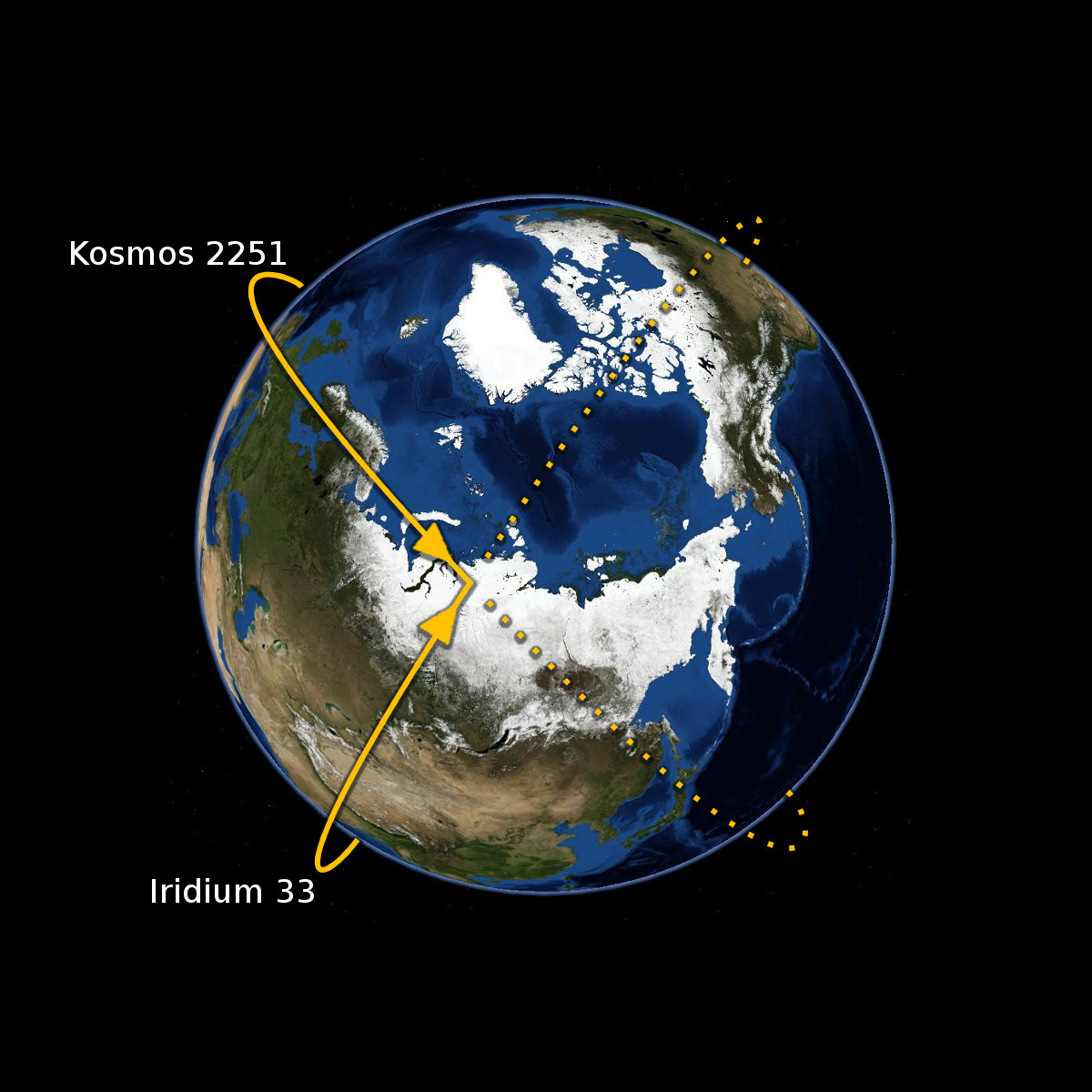
Luogo della collisione
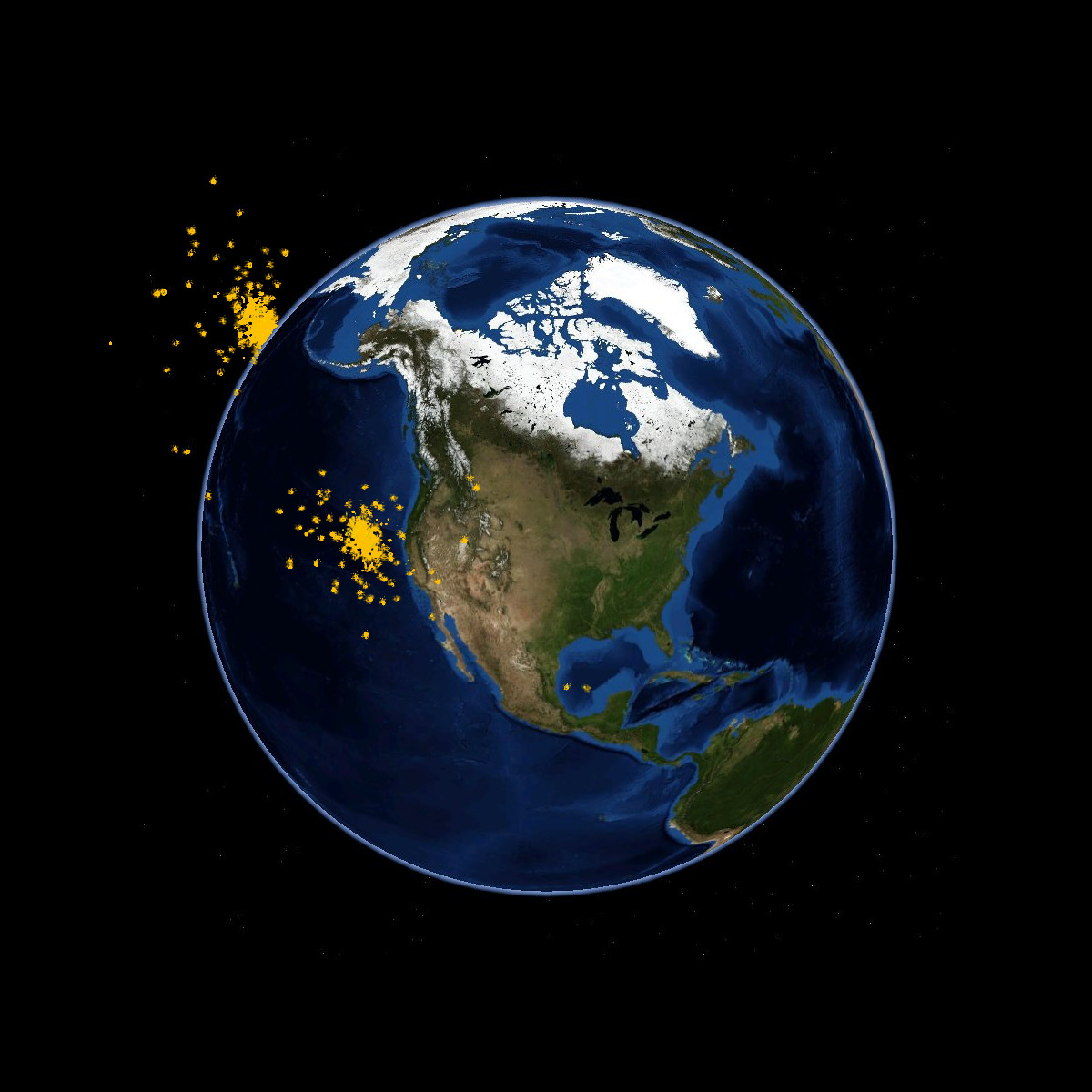
Posizione dei detriti dopo 20 minuti
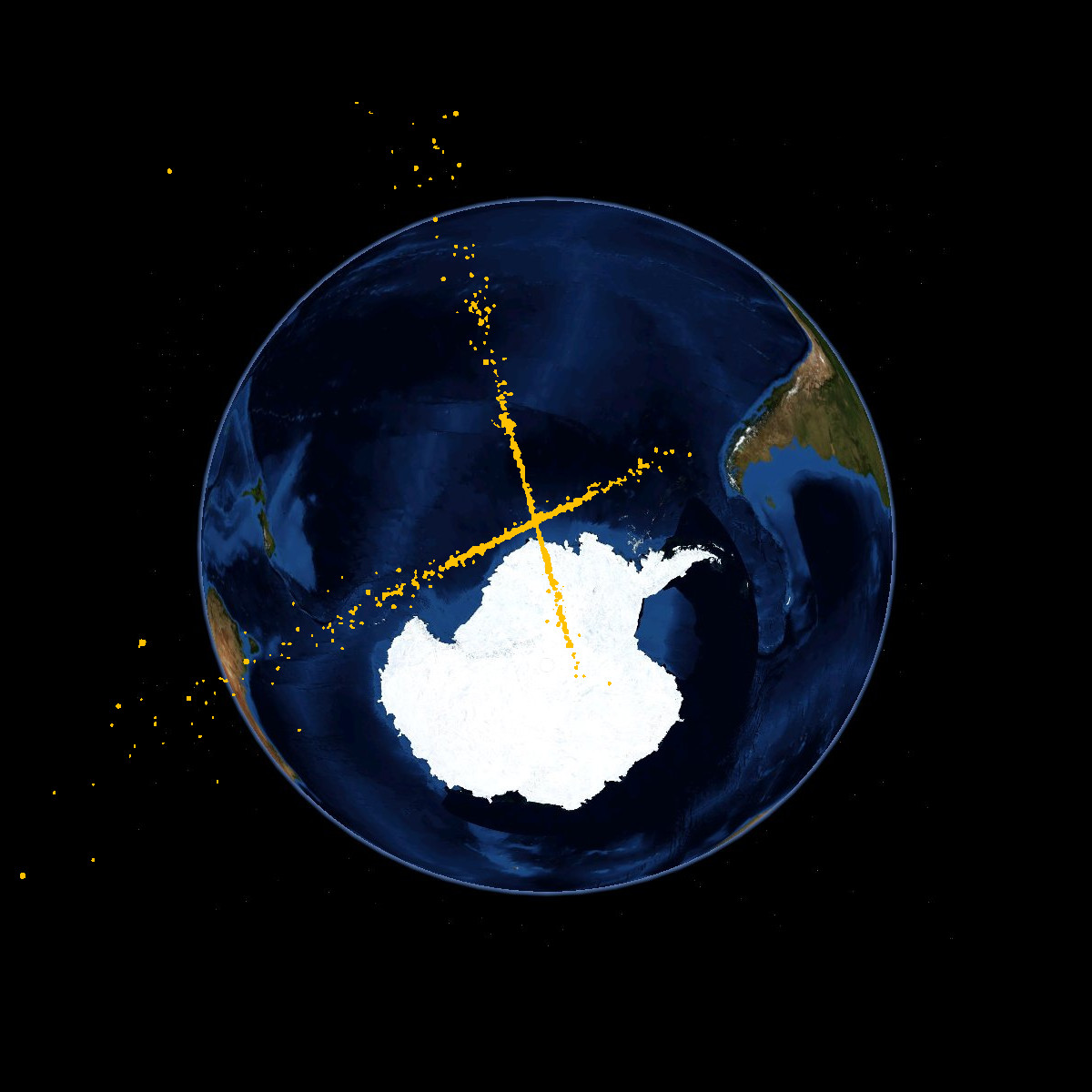
Posizione dei detriti dopo 50 minuti

## Conseguenze

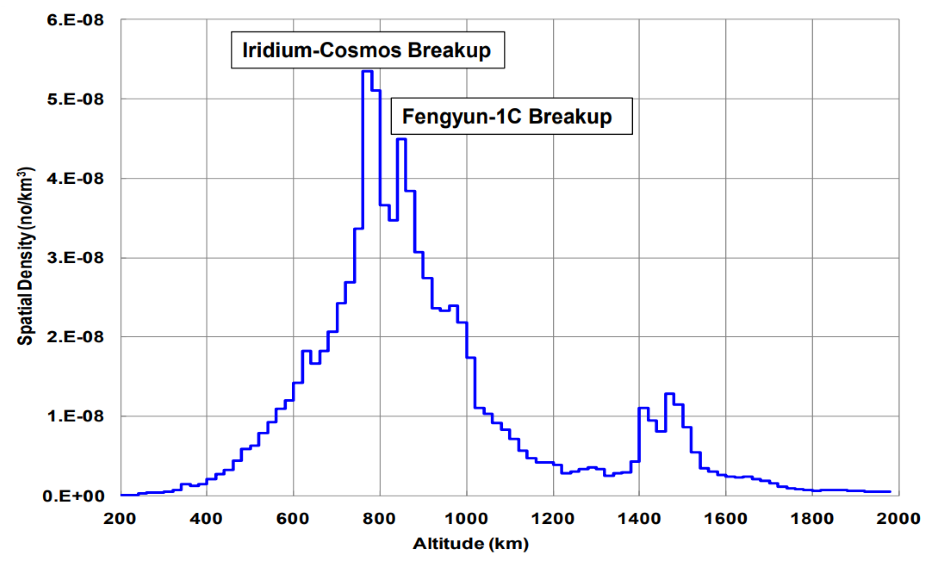
La densità di detriti orbitali in base all'altitudine nel 2011. Si possono notare due picchi principali: uno dovuto alla collisione del 2009 (a 789 km) e uno causato dal test missilistico cinese del 2007 (a 865 km).

La collisione ha prodotto una grossa nuvola di detriti: la NASA ha stimato la presenza di almeno un migliaio di pezzi grandi almeno 10 centimetri e numerosissimi detriti più piccoli.
Il rischio per la Stazione spaziale internazionale, che orbita circa 430 km al di sotto del punto della collisione, è stato giudicato basso; tuttavia la ISS ha dovuto effettuare una manovra di evitamento di un detrito nel marzo 2011, mentre il 24 marzo 2012 i sei astronauti a bordo si sono rifugiati in via precauzionale nelle navette Soyuz poiché era previsto il passaggio di un detrito vicino alla stazione.
Molti dei detriti sono comunque ricaduti nell'atmosfera negli anni successivi.